# Shadrack Nsajigwa
Shadrack Nsajigwa (Dar es Salaam, 10 febbraio 1984) è un ex calciatore tanzaniano, di ruolo difensore.